# Norbert Raeder
Norbert Raeder (* 1968 in Berlin) ist ein deutscher Kneipenwirt und Politiker aus Berlin. Von 1994 bis 2008 war er Mitglied der Partei Die Grauen – Graue Panther (GRAUE) sowie von Oktober 2007 bis Januar 2008 deren Bundesvorsitzender. Am 1. März gründete er die Partei Die Grauen – Generationspartei, die sich als Nachfolgerin seiner vorherigen Partei verstand. Bis Oktober 2009 war er zudem deren Bundesvorsitzender.

## Familie und beruflicher Werdegang
Raeder ist gelernter Pharmakant, ehemaliger Betreiber der Diskothek Joe am Wedding und betreibt im Berliner Ortsteil Reinickendorf die Gaststätte „Kastanienwäldchen“. Er wuchs im Bezirk Wedding in einem Elternhaus auf, das seine politische Heimat bei der SPD sah.

## Politische Karriere

### Karriere in der Landespolitik (1994–2007)
Raeder kam zu den Grauen als Chef der Diskothek Joe am Wedding. Dort veranstaltete er sonntagnachmittags Tanztees. Es kam ein Dutzend älterer Menschen, die sich mit Schokolade für die Abwechslung bedankten. Raeder war nach eigenen Aussagen so gerührt, dass er beschloss sich für die Alten zu engagieren. 1994 trat Raeder den GRAUEN bei. Innerhalb seiner Partei stieg Raeder zunächst zum Landesvorsitzenden in Berlin auf. Hatte die Partei zum Zeitpunkt seines Parteieintritts in Berlin lediglich acht Mitglieder, so stieg dort die Anzahl in den Folgejahren auf rund 500 an. Auch in den Wahlergebnissen schlug sich dies nieder: So erzielte die Partei ab 1995 bei Berliner Abgeordnetenhauswahlen regelmäßig Ergebnisse, die über einem Prozent lagen.
Bei der Berliner Wahl von 2006 erzielten die GRAUEN mit 3,8 % ihr bestes Landtagswahlergebnis ihrer Geschichte; bei den gleichzeitig stattfindenden Bezirksverordnetenwahlen war die Partei ebenfalls erfolgreich: So trat dort in acht von zwölf Bezirken an; in allen Fällen gelang ihr der jeweilige Einzug, indem sie die dort geltende 3 %-Hürde überwand. In Reinickendorf erreichte sie hierbei sieben Prozent und vier Sitze. Bis 2011 war Raeder, der darüber hinaus Kreisvorsitzender des Kreisverbands Reinickendorf war, Mitglied in der dortigen Bezirksverordnetenversammlung und Vorsitzender der Fraktion. Raeder kämpft unter anderem gegen das Rauchverbot in Kneipen. Am 9. Januar 2007 war er in der ARD-Sendung Menschen bei Maischberger zu Gast; das Thema lautete Die graue Revolution: Sind wir bereit für die Altenrepublik?

### Bundesvorsitzender und Gründung einer Nachfolgepartei (seit 2007)
Im Oktober 2007 wurde er Bundesvorsitzender seiner Partei als Nachfolger der langjährigen Amtsinhaberin und Parteigründerin Trude Unruh. Zur selben Zeit gerieten die GRAUEN jedoch in eine Spendenaffäre, woraufhin diese zum März 2008 ihre Auflösung beschlossen. Aus diesem Grund trat Raeder bereits im Januar nach nur vier Monaten von seinem Amt als Bundesvorsitzender zurück. Er kündigte die Gründung einer Nachfolgepartei mit dem Namen Die Grauen – Generationspartei, die am 1. März 2008 erfolgte. Aus diesem Grund wurde er Anfang März, also zwei Wochen vor Inkrafttreten der Auflösung, aus der Partei ausgeschlossen.